# Stenocercus pectinatus
Stenocercus pectinatus — вид ігуаноподібних ящірок родини Tropiduridae. Ендемік Аргентини.

## Поширення і екологія
Stenocercus pectinatus мешкають в центральній Аргентині, від Кордови до Ріо-Негро. Вони живуть в пампі, на помірних луках та в чагарникових заростях, що ростуть на піщаних ґрунтах. Зустрічаються на висоті до 1100 м над рівнем моря.